# トリクシー・スミス
トリクシー・スミス（Trixie Smith、1895年 - 1943年9月21日）は、アフリカ系アメリカ人のブルース歌手、レコーディング・アーティスト、ヴォードヴィル芸人、俳優。彼女は、およそ48曲ほどの録音を残した。

## 経歴
ジョージア州アトランタに生まれ、育ったスミスは、中流家庭の出身であった。彼女はアラバマ州のセルマ大学 (Selma University) に学び、1915年ころニューヨークへ移った。ミンストレル・ショーや、劇場所有者出演契約協会 (T.O.B.A.) のヴォードヴィル・サーキットに出演した後、1922年にブラック・スワン (Black Swan) レーベルで最初の吹き込みを行なった。
この最初の吹き込みで録音された曲の中には、「My Man Rocks Me (With One Steady Roll)」（1922年）という、J・バーニ・バーバー (J. Berni Barbour) の作った、世俗的な意味でロックンロールという語句を録音に残した最初の例として後に歴史的な関心を呼ぶことになった曲が含まれていた。彼女のレコードは、その後さまざまな歌詞づくりに示唆を与え、リル・ジョンソンの「Rock That Thing」やアイキー・ロビンソンの「Rock Me Mama」などの歌詞に影響を与えた。また1922年には、ダンサーのアイリーン・キャッスル (Irene Castle) がスポンサーとなって、ニューヨークのインターマンハッタン・カジノ (Inter-Manhattan Casino) で催されたブルース歌唱コンテストで、「Trixie's Blues」を歌ったトリクシー・スミスが、アリス・レスリー・カーター (Alice Leslie Carter)、デイジー・マーティン (Daisy Martin)、ルシール・ヘガミン (Lucille Hegamin) らを抑えて第1位となり銀杯を獲得した。トリクシー・スミスの代表曲には、レコードに吹き込まれたスミスの歌声の中でも最も示唆に富んだものである「Railroad Blues」（1925年）や、「The World Is Jazz Crazy and So Am I」（1925年）がある。この2曲は、いずれもルイ・アームストロングのコルネットが盛り込まれている。スミスは極めて洗練された歌い手であり、彼女の録音したレコードの中には、ジェームズ・P・ジョンソン (James P. Johnson) やフレディ・カッパード (Freddie Keppard) などの伴奏を得た、突出して優れたブルースの作品例が含まれている。1924年から1925年にかけて、スミスはフレッチャー・ヘンダーソンの楽団とともにパラマウント・レコード (Paramount Records) で吹き込みを行なった。
スミスの、ブルース歌手としての道程は平坦なものではなく、生計を支えるためにはキャバレーで歌ったり、ハーレムのリンカーン劇場 (Lincoln Theatre) のミュージカル・レヴュー『New York Revue』（1928年）や『Next Door Neighbors』（1928年）に出演したりもした。スミスはまた、メイ・ウエストが1931年にブロードウェイで短期間だけ上演した『The Constant Sinner』にも出演していた。その2年後には、シアター・ギルド (Theatre Guild) が制作した『Louisiana』の舞台にも立った。
スミスは映画には、『神の継子たち (God's Step Children)』（1938年）、『Swing!』（1938年）、『Drums o' Voodoo』（1934年）、『The Black King』（1932年）の4作品に出演した。このうち（1938年の）2作品は、オスカー・ミショー の監督作品であった。スミスは、ジョン・ハモンドが1938年に開催した『フロム・スピリチュアル・トゥ・スイング (From Spirituals to Swing)』コンサートにも出演し、また1938年から1939年にかけてデッカ・レコードに7曲の録音を残した。この末期の録音のほとんどは、シドニー・ベシェとともにデッカに吹き込んだものだった。1939年、スミスはレッド・アレン (Red Allen) やバーニー・ビガードが加わったバンドとともに、「No Good Man」を録音した。
トリクシー・スミスは、1943年にニューヨークで、病を得てほどなく、48歳で病死した。

## ディスコグラフィ
| 年   | タイトル                                                  | ジャンル | レーベル          |
| ---- | --------------------------------------------------------- | -------- | ----------------- |
| 1995 | Trixie Smith: Complete Recorded Works, Vol. 1 (1922–1924) | ブルース | European Document |
| 1995 | Trixie Smith: Complete Recorded Works, Vol. 2 (1925–1939) | ブルース | European Document |